# Barreiras
Barreiras es un municipio brasileño del estado de Bahía, emancipado en 26 de mayo de 1891.

## Historia
Las tierras del actual municipio de Barreiras formaban parte de la inmensa sesmaria de Antônio Guedes de Brito - el conde fundador del Morgado da Casa da Ponte. Las que se prestaban al cultivo y creación fueron vendidas el siglo XVII por descendientes de José Alves Martins, Domingos Afonso Serra y otros, quedándose devolutas las chapadas de las sierras. El segundo de ellos, Domingos Afonso Serra, hizo la Hacienda Tapera, donde crio ganado. Después de su muerte, la hacienda fue inventariada y vendida a diversos, cuando se presume que hayan surgido las primeras viviendas.
En 1850, habitaba una casilla junto al puerto, en terreno de la Hacienda Malhada, de propiedad del coronel José Joaquim de Almeida, el barquero Plácido Barbosa, tenido como el pionero del municipio, que juntamente con su patrón, Francisco José das Chagas, habitante la media legua de allí, se ocupaba de recibir y descargar las barcas llegadas, cuyas mercancías hacía seguir en tropas de animales para localidades vecinas del estado de Goiás o para hadas de la Ribeira. En 1880 era un poblado con 20 casebres de tapia o adobe. La gran abundancia, en las matas locales, de la mangabeira, de cuya savia se hacía la goma, fue factor definitivo de crecimiento y de una nueva actividad económica, por la cual el tímido poblado pudo progresar más rápidamente y obtener, inmediatamente el año siguiente, 1881, la creación de su freguesia.
10 años más de franca prosperidad pasó a ser distrito de paz del municipio de Angical, en virtud de Ley municipal de 20 de febrero de 1891. Enseguida ganó la categoría de villa, la que fue elevado por la Ley provincial n.º 237, de 6 de abril de 1891, que también creó el municipio respectivo, con territorio desmembrado de lo de Angical. La villa y el Consejo Municipal comenzaron a funcionar en 26 de mayo de 1891, durante el "Fórum", en agosto del mismo año.
La sede municipal adquirió foros de ciudad por la Ley provincial n.º 449, de 19 de mayo de 1902, invirtiéndose en esa categoría el 15 de noviembre de ese mismo año, cuando ya poseía más de 630 casas y 2.500 habitantes.
En 15 de marzo de 1943 comenzó a operar una agencia del Banco do Brasil, el primer banco de la ciudad.

## La historia y la cultura
La presencia del hombre en Barreiras remonta a la prehistoria. Sitios arqueológicos, con material significante para el estudio de la presencia del hombre, fueron encontrados en la región. Hoy, urnas funerarias con esqueletos, armas y objetos de piedra lascada y pulida forman parte del acervo en exposición en el Museo Municipal. Las pinturas rupestres dejadas en las paredes de las cuevas son otros vestigios legados por esos habitantes. Son hallazgos importantes, que dieron inicio a la investigación arqueológica en la región.
En 1908, un periódico semanal "Correo de Barreiras" era publicado y editado por la Imprenta Lima. El año de 1918, Geraldo Rocha inaugura el Cine Teatro Ideal, donde programas de auditorios y espectáculos musicales hicieron el mayor éxito, bajo el comando del talentoso Mário Cardoso.
En los principios del siglo XX el progreso llega la Barreiras y deja marcas de esa época, en los imponentes caserones de arquitectura neoclásica. Verdadero monumento arquitectónico, que en parte sobrevive hasta hoy.

### Hijos ilustres
De entre los hijos de Barreiras, se destaca la figura del exgobernador del estado, Antônio Balbino, Cel. Baylon Alves Boaventura, gran emprendedor, importante político en el principio del siglo XX y líder comunitario. No podría dejar de constar en esa lista el ingeniero Geraldo Rocha, notable hombre de su época, autor del libro "Río San Francisco, factor precípuo de la existencia de Brasil" considerado por muchos la piedra fundamental para creación de la Codevasf - Compañía de Desarrollo de los Vales de Río San Francisco y Parnaíba.

## Características
Su población estimada en 2009 era de 137.832 habitantes.
Es el municipio más habitado del oeste de Bahia, se destaca en la producción de granos.

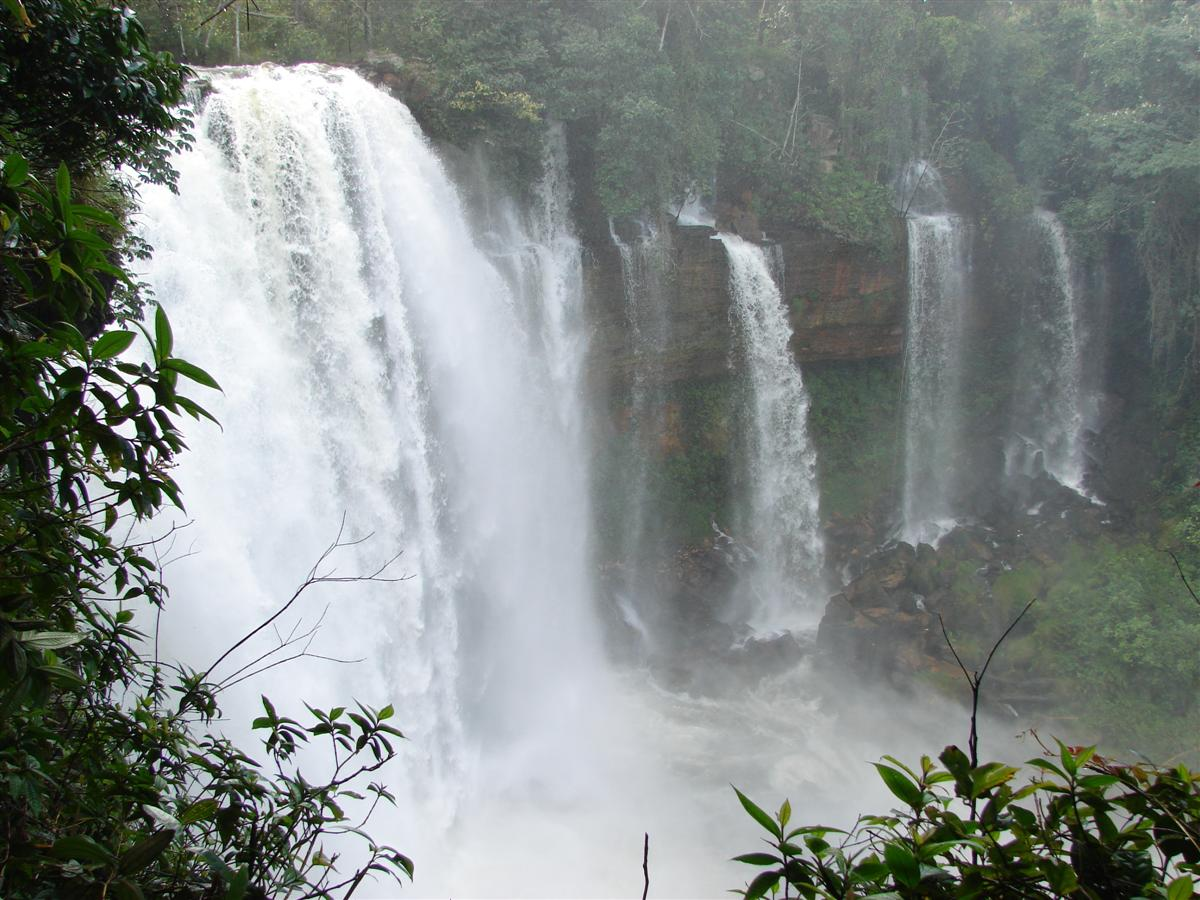
Cachoeira Acaba Vida, localizada en Río de Janeiro.

Contando con tres ríos y dos cascadas - Cachoeira do Acaba-Vida ("por su altura") y Cachoeira do Redondo - en su municipio, cuenta con poca inversión pública y privada en la calidad de vida de su población, con renta concentrada y poca escolaridad en la base de la población.
Distancias:
- Ibotirama: 215 km
- Formosa: 572 km
- Cristópolis: 71 km
- Brasília: 598 km
- Luís Eduardo Magalhães: 96 km
- Salvador: 885 km

## Geografía

### Clima

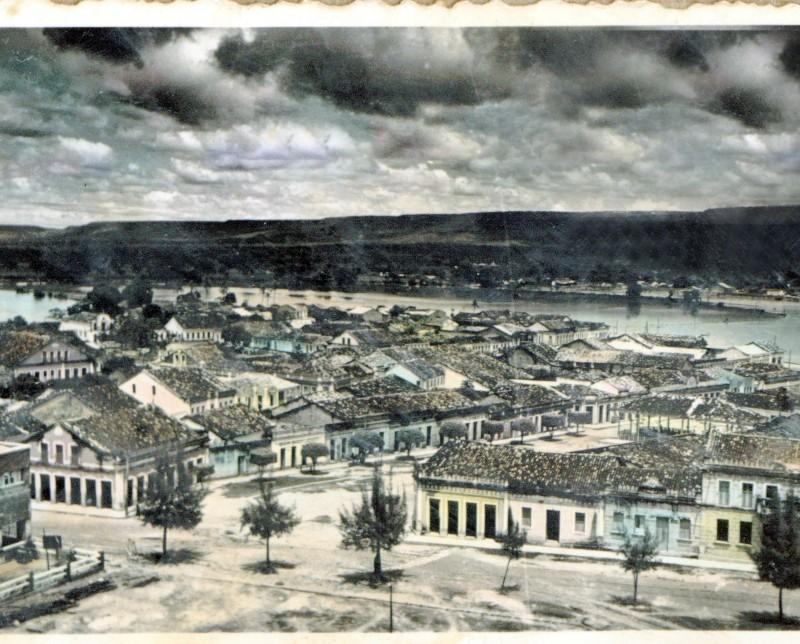
Barreiras tiene clima tropical de sabana (Aw).

Tipo climático: subhúmedo y seco. El clima de Barreiras puede ser clasificado como clima tropical de sabana (Aw), de acuerdo con la clasificación climática de Köppen.
Temperatura anual: media 24.3º, máxima 42.º, mínima 20.3º.
Pluviosidad anual: media 1018mm, máxima 1684; mínima 295mm.
Período lluvioso: noviembre a enero
Riesgo de sequía: medio a bajo
La luminosidad natural es abundante durante todo el año.
Los vientos varían de débil a moderado.

### Suelo
Los suelos presentan textura media y arenosa, siendo lo latosol rojo amarillo-célico el predominante.

### Vegetación
La vegetación predominante es el cerrado arbórico abierto sin florestas de galería. Las florestas de galería en menor escala se localizan en el Valle de Río Grande.

### Límites
El municipio de Barreiras se limita: Al oeste, con el estado de Tocantins y el municipio de Luís Eduardo Magalhães.
Al este con los municipios de Angical y Catolândia.
Al norte con el municipio de Riachão de las Nieves.
Al sur con el municipio de Son Desidério.

### Hidrografía
El municipio es rico en recursos hídricos. El Río de Ondas, Río de Janeiro, Rio Preto, Río de las Femeas y Rio Branco son los principales, y forman la bacia de Río Grande que baña la ciudad, y es la mayor bacia del lado izquierdo de Río San Francisco. Barreiras posee un santuario ecológico con un enorme potencial para desarrollar el ecoturismo.

Población de Barreiras y 2010 377.516:
Urbana:244.316
Rural:46.213
Mujeres:159.365
Hombres:127.076

## Emisoras de televisión
Barreiras es servida por la TV Oeste, una ramificación de la Red Bahia que sirve el oeste bahiano.